# Stephenie Ann McPherson
Pour les articles homonymes, voir McPherson.
Stephenie Ann McPherson (née le 25 novembre 1988) est une athlète jamaïcaine, spécialiste du 400 mètres.

## Biographie
En avril 2013, Stephenie McPherson remporte le titre du 400 mètres des championnats de Jamaïque, à Kingston, dans le temps de 50 s 74. En juillet, au meeting Herculis de Monaco, elle descend pour la première fois de sa carrière sous les 50 secondes en établissant la marque de 49 s 92. Elle participe aux championnats du monde de Moscou et se classe quatrième du 400 m en 49 s 99 mais récupérera la médaille de bronze en 2017 à la suite de la disqualification pour dopage de la Russe Antonina Krivoshapka, initialement 3e. L'IAAF annonce le 26 juillet 2017 qu'une cérémonie pour remettre la médaille aura lieu le 4 août 2017 pendant les Championnats du monde de Londres.
Médaillée d'argent sur 4 × 400 m aux championnats du monde en salle 2014, à Sopot, où elle établit un nouveau record de Jamaïque en 3 min 26 s 54, elle s'illustre lors des Jeux du Commonwealth de Glasgow, en remportant les titres du 400 m, devant ses compatriotes Novlene Williams-Mills et Christine Day, et du 4 × 400 m. Troisième de la Ligue de diamant 2014, elle remporte en fin de saison l'épreuve du 4 × 400 m lors de la 2e édition de la coupe continentale, à Marrakech.
En 2015, Stephenie McPherson se classe deuxième du 4 × 400 m des relais mondiaux, derrière les États-Unis.
Le 19 mars 2016, McPherson échoue au pied du podium des championnats du monde en salle de Portland sur 400 m en 52 s 20, derrière la vainqueure Bahraïni Kemi Adekoya (51 s 45) et les Américaines Ashley Spencer (51 s 72) et Quanera Hayes (51 s 76).
Le 9 août 2017, elle termine 6e de la finale des Championnats du monde de Londres en 50 s 86.
En mars 2018, en demi-finale du 400 m des championnats du monde en salle de Birmingham, Stephenie Ann McPherson fait partie des 20 athlètes disqualifiés lors des championnats, pour avoir empiété un couloir. Elle s'était brillamment qualifiée pour la finale. Au relais 4 x 400 m, les Jamaïcaines terminent initialement à la 2e place derrière les États-Unis, avec au passage un record national en salle, mais sont disqualifiées également.
Elle se classe 6e des championnats du monde 2019 à Doha sur 400 m en 50 s 89.
Lors des championnats du monde 2022, à Eugene, elle remporte la médaille d'argent du relais 4 × 400 m, l'équipe de Jamaïque s'inclinant face aux États-Unis.

## Palmarès
| Date | Compétition                        | Lieu                               | Résultat | Épreuve         | Temps         |
| ---- | ---------------------------------- | ---------------------------------- | -------- | --------------- | ------------- |
| 2013 | Championnats du monde              | Moscou                             | 3e       | 400 m           | 49 s 99       |
| 2014 | Championnats du monde en salle     | Sopot                              | 2e       | 4 × 400 m       | 3 min 26 s 54 |
| 2014 | Jeux du Commonwealth               | Glasgow                            | 1re      | 400 m           | 50 s 67       |
| 2014 | Jeux du Commonwealth               | Glasgow                            | 1re      | 4 × 400 m       | 3 min 23 s 82 |
| 2014 | Coupe continentale                 | Marrakech                          | 1re      | 4 × 400 m       | 3 min 20 s 93 |
| 2014 | Ligue de diamant                   | Ligue de diamant                   | 3e       | 400 m           | détails       |
| 2015 | Relais mondiaux de l'IAAF          | Nassau                             | 2e       | 4 × 400 m       | 3 min 22 s 49 |
| 2015 | Championnats du monde              | Pékin                              | 5e       | 400 m           | 50 s 42       |
| 2015 | Championnats du monde              | Pékin                              | 1re      | 4 × 400 m       | 3 min 19 s 13 |
| 2015 | Ligue de diamant                   | Ligue de diamant                   | 3e       | 400 m           | détails       |
| 2016 | Circuit mondial en salle de l'IAAF | Circuit mondial en salle de l'IAAF | 2e       | 400 m           | détails       |
| 2016 | Championnats du monde en salle     | Portland                           | 4e       | 400 m           | 52 s 20       |
| 2016 | Jeux olympiques                    | Rio de Janeiro                     | 6e       | 400 m           | 50 s 97       |
| 2016 | Jeux olympiques                    | Rio de Janeiro                     | 2e       | 4 x 400 m       | 3 min 20 s 34 |
| 2016 | Ligue de diamant                   | Ligue de diamant                   | 1re      | 400 m           | détails       |
| 2017 | Relais mondiaux de l'IAAF          | Nassau                             | 3e       | 4 × 400 m       | 3 min 28 s 49 |
| 2017 | Championnats du monde              | Londres                            | 6e       | 400 m           | 50 s 86       |
| 2017 | Ligue de diamant                   | Ligue de diamant                   | 7e       | 400 m           | 51 s 72       |
| 2018 | Championnats du monde en salle     | Birmingham                         | finale   | 4 x 400 m       | DQ            |
| 2018 | Jeux du Commonwealth               | Gold Coast                         | 3e       | 400 m           | 50 s 93       |
| 2018 | Jeux du Commonwealth               | Gold Coast                         | 1re      | 4 × 400 m       | 3 min 24 s 00 |
| 2018 | Coupe du monde                     | Londres                            | 1re      | 400 m           | 50 s 98       |
| 2018 | Coupe du monde                     | Londres                            | 2e       | 4 x 400 m       | 3 min 24 s 29 |
| 2018 | Championnats NACAC                 | Toronto                            | 1re      | 400 m           | 51 s 15       |
| 2018 | Ligue de diamant                   | Ligue de diamant                   | 5e       | 400 m           | 51 s 40       |
| 2018 | Coupe continentale                 | Ostrava                            | 3e       | 400 m           | 50 s 82       |
| 2018 | Coupe continentale                 | Ostrava                            | 1re      | 4 x 400 m mixte | 3 min 13 s 01 |
| 2019 | Relais mondiaux de l'IAAF          | Yokohama                           | 3e       | 4 x 200 m       | 1 min 33 s 21 |
| 2019 | Jeux panaméricains                 | Lima                               | 3e       | 4 x 400 m       | 3 min 27 s 61 |
| 2019 | Ligue de diamant                   | Ligue de diamant                   | 6e       | 400 m           | 51 s 90       |
| 2019 | Championnats du monde              | Doha                               | 6e       | 400 m           | 50 s 89       |
| 2019 | Championnats du monde              | Doha                               | 3e       | 4 x 400 m       | 3 min 22 s 37 |
| 2021 | Jeux olympiques                    | Tokyo                              | 4e       | 400 m           | 49 s 61       |
| 2022 | Championnats du monde en salle     | Belgrade                           | 3e       | 400 m           | 50 s 79       |
| 2022 | Championnats du monde en salle     | Belgrade                           | 1re      | 4 × 400 m       | 3 min 28 s 40 |
| 2022 | Championnats du monde              | Eugene                             | 5e       | 400 m           | 50 s 36       |
| 2022 | Championnats du monde              | Eugene                             | 2e       | 4 x 400 m       | 3 min 20 s 74 |
| 2022 | Championnats NACAC                 | Freeport                           | 3e       | 400 m           | 50 s 36       |
| 2024 | Jeux olympiques                    | Paris                              | 5e       | 4 × 400 m mixte | 3 min 11 s 67 |

## Records
| Épreuve | Épreuve   | Temps   | Lieu     | Date         |
| ------- | --------- | ------- | -------- | ------------ |
| 400 m   | Plein air | 49 s 34 | Tokyo    | 4 août 2021  |
| 400 m   | En salle  | 50 s 79 | Belgrade | 19 mars 2022 |